# So Long (песня)
«So Long» — песня шведской группы ABBA, выпущенная как первый сингл с их студийного альбома ABBA. Песня попала в топ-10 в Швеции и в топ-20 в Германии. Второй стороной послужила песня «I’ve Been Waiting for You».

## История
«So Long» была написана Бьорном Ульвеусом и Бенни Андерсоном, вокал — Агнета Фельтског и Анни-Фрид Лингстад. ABBA и их менеджер Стиг Андерсон рискнули, решив выпустить именно эту песню вместо более ожидаемых «I’ve Been Waiting for You» или «SOS», потому что они хотели показать слушателям, что способны исполнять разную музыку. Они полагали, что песня со значительными рок-элементами в духе выигравшего Евровидение хита «Waterloo» будет хорошим выбором.
Однако «So Long» стала худшей композицией ABBA по выступлениям в чартах. Хотя она стала заметным хитом в Швеции, Австрии и ФРГ, другие страны не были впечатлены ею. В Великобритании она даже не попала в листинги чартов; эта неудача спровоцировала заметное снижение популярности ABBA, от которых (как от победителей Евровидения) ждали громкого непреходящего успеха. Тем не менее, последующие синглы были приняты теплее и создали базу для последующей «аббамании» конца 1970-х.

## Список композиций
1. A. «So Long»
2. B. «I’ve Been Waiting for You»

## Позиции в чартах
| Chart (1974)                     | Position |
| -------------------------------- | -------- |
| Austrian Singles Chart           | 3        |
| Belgian VRT Top 30 Singles Chart | 29       |
| French SNEP Singles Chart        | 64       |
| German Singles Chart             | 11       |
| Swedish Singles Chart            | 7        |

## Участники записи
ABBA
- Анни-Фрид Лингстад — вокал, бэк-вокал
- Агнета Фэльтског — вокал, бэк-вокал
- Бьорн Ульвеус — бэк-вокал, ритм-гитара
- Бенни Андерссон — бэк-вокал, клавишные

Другие музыканты и производственный персонал
- Янне Шаффер — соло-гитара
- Майк Уотсон — бас-гитара
- Ола Брункерт — ударные

## Кавер-версии и прочее
- Британская трибьют-группа ABBA в стиле хеви-метал Abbatoir записала свою версию песни.
- Трибьют-ансамбль Gabba записали песню в стиле группы The Ramones[1].
- ABBA исполняют песню в фильме «ABBA: The Movie» (1977). Эта «живая» версия включает в себя инструментальные вставки из «In the Mood».
- Песня звучит в фильме «Вокзал для двоих».